# Ballz
Ballz är ett fightingspel utgivet till Sega Mega Drive, SNES och 3DO. Spelet utvecklades av PF Magic och utgavs av Accolade 1994. 3DO-versionen utkom 1995. Huvudkaraktärerna är boll-formade figurer.
Bland figurerna finns cirkusclownen Boomer, bodybuildaren Bruiser, noshörningen Crusher, ballerinadansösen Divine, grottmannen Kronk, sumobrottaren Tsunami, superhjälten Turbo och apan Yoko.